# Sida nemorensis
Sida nemorensis là một loài thực vật có hoa trong họ Cẩm quỳ. Loài này được Mart. ex Colla miêu tả khoa học đầu tiên năm 1833.